# 渋沢裕
渋沢 裕（しぶさわ ひろし、旧字体：澁澤 裕、1932年〈昭和7年〉 - ）は、日本の実業家、元ソニー取締役。
曾祖父は渋沢栄一、祖父は渋沢篤二、父は渋沢信雄、弟は渋沢彰。伯父に渋沢敬三（父方）と齋藤秀雄（母方）。叔父に渋沢智雄。従兄弟に渋沢雅英、渋沢芳昭。

## 経歴
1932年、子爵・渋沢栄一の孫・信雄（実業家）と妻・敦子の長男として東京府に生まれる。
伯父に子爵・渋沢敬三（父方）、齋藤秀雄（母方）。叔父に渋沢智雄。渋沢雅英と服部黎子の従兄弟。裕が誕生する前年に父の信雄は分家しており、幼い頃から分家の跡継ぎとして育てられたという。
学習院時代は当時の皇太子（明仁）のご学友だった。学習院高等科を経て、1956年、早稲田大学理工学部電気通信学科を卒業。
1967年に父の信雄が死去したため、家督を継承した。なお、裕の娘は浩宮徳仁親王（今上天皇徳仁）お妃候補に名前が上がったことがある。

## 家族

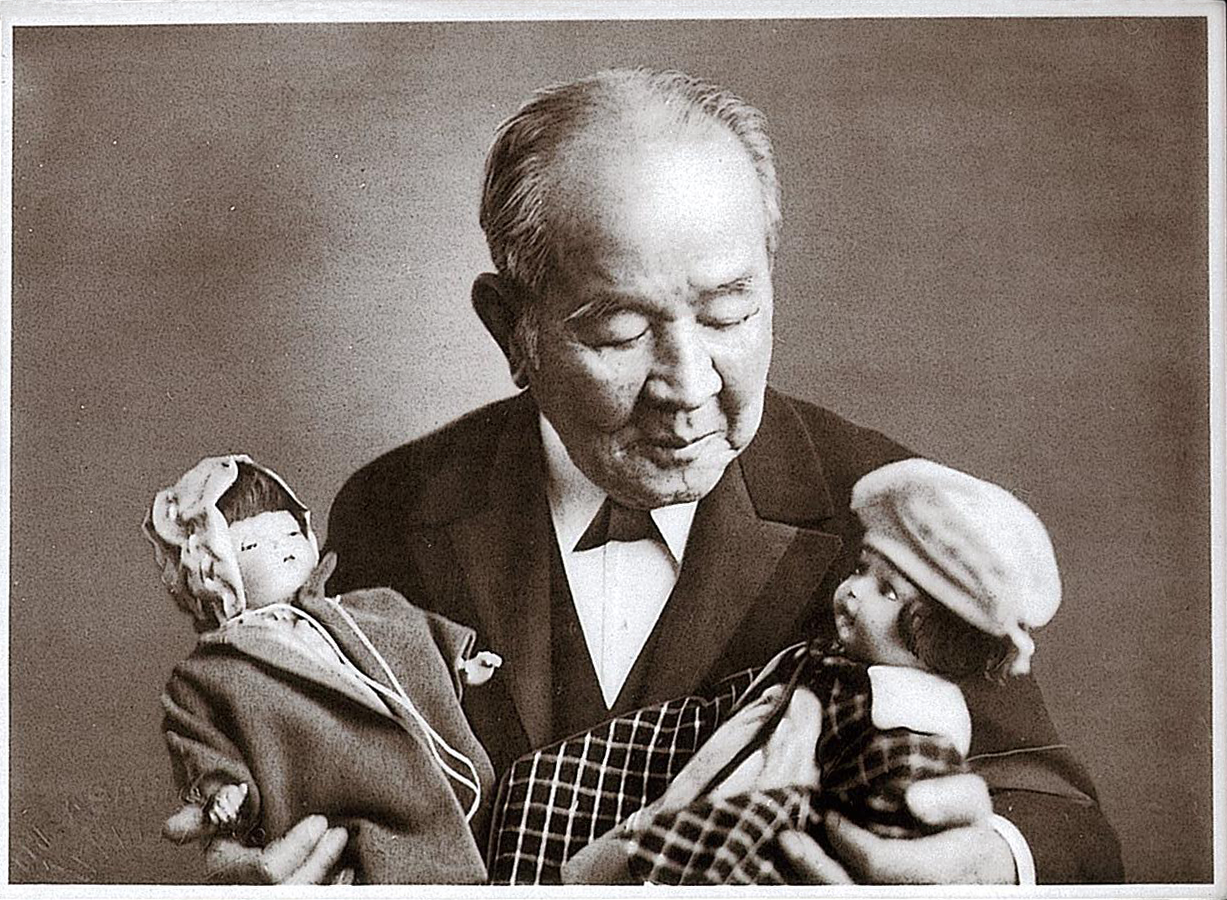
曾祖父の渋沢栄一。

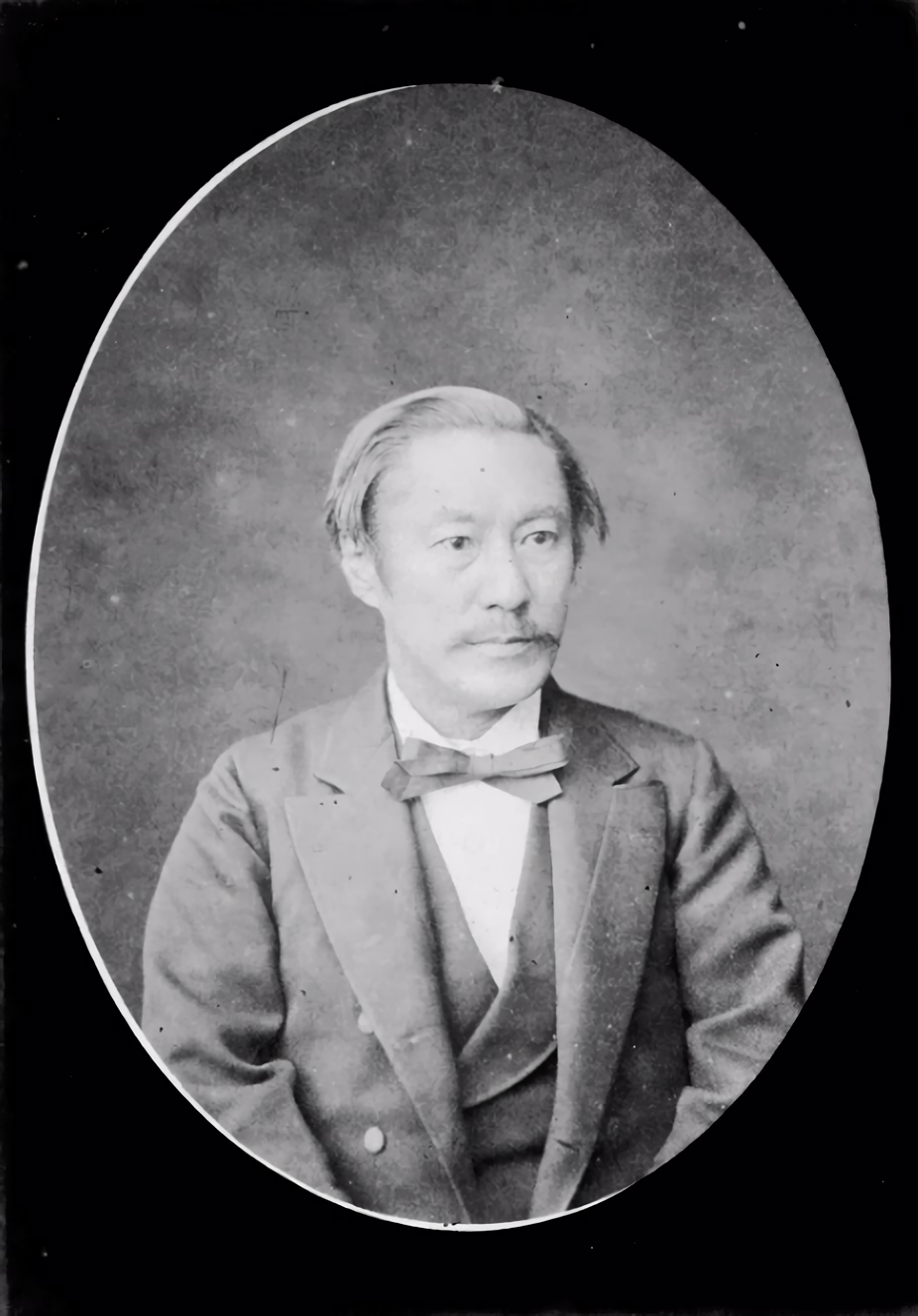
曾祖父の橋本実梁。

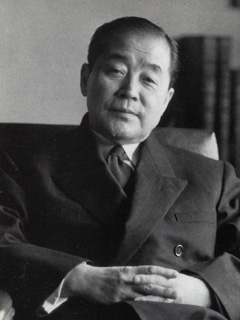
伯父の渋沢敬三。

- 祖父：渋沢篤二（1872年-1932年）
- 父：渋沢信雄（1898年-1967年）
- 弟：渋沢彰（1936年-）
- 妻：理子（1938年-）
- 息子3人 娘1人

## 親戚
- 渋沢雅英（従兄、現渋沢家当主）
- 渋澤健（実業家）
- 渋沢敬三（伯父、子爵、実業家）
- 渋沢智雄（叔父、実業家）
- 渋沢芳昭（従兄、実業家）
- 服部黎子（従妹、生物学者）
- 穂積真六郎
- 齋藤秀雄（伯父、音楽家）